# Borová vlákna

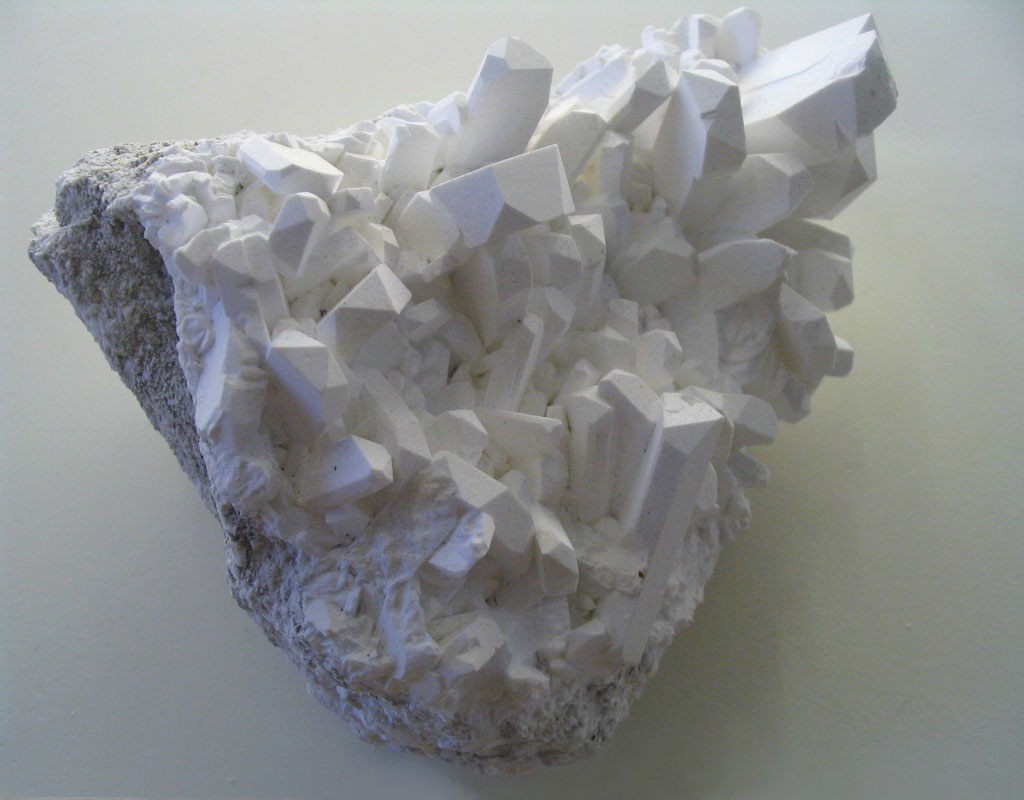
Krystaly boraxu, jedné z borových sloučenin

Borová vlákna jsou amorfní materiál získaný nanášením plynného boru na tenká vlákna z wolframu nebo uhlíku.

## Výroba vláken
Průmyslově se borová vlákna začala vyrábět v 60. letech 20. století (obchodní značka Borsic). K výrobě lze využít chemickou depozici z plynné fáze (CVD, Chemical Vapor Deposition). Používá se vertikálně uložený reaktor, do jeho horní části se přivádí chlorid boritý a vodík, jejich reakcí při teplotě cca 1300 °C vzniká plynný bor a chlorovodík.
2 BCl3(g) + 3 H2(g) → 2 B(s) + 6 HCl(g)
Bor pak kondenzuje na wolframovém drátu o průměru kolem 12 µm a tak vzniká monofil s tloušťkou 76-142 µm (nejméně pětinásobek tloušťky vlněného vlákna). Namísto wolframu se později začal používat lehčí a levnější uhlík (vyrobený ze smoly). Na povrchu drátu se z boru vytváří jemná krystalická struktura, která zaručuje dobrou přilnavost (např. matrice kompozitu k vláknu).

## Vlastnosti vláken
- Pevnost v tlaku >6,0 GPa[4]
- Pevnost v tahu 4,00 GPa
- Modul pružnosti 428 GPa
- Hustota 2,61 g/cm³

## Použití
Borová vlákna se zařazují do skupiny výrobků s vysokoteplotní aplikací (stejně jako např. karbid křemíku, SiC). Dosud se používají výhradně ve formě filamentu na výrobu prepregů, buďto paralelně ložené nebo tkané.
Z prepregů se pak vyrábí součásti extrémně namáhané tlakem v letectví, vojenské technice a případně u sportovního nářadí. Jedna z překážek pro širší použití borových vláken je velmi vysoká cena: Např. prepreg se 40 filamenty na cm stojí 660 USD/kg a s 80/cm stojí 1200 USD/kg. Známé jsou také tzv. hybridní prepregy ze směsi boru a uhlíku.